# Булагати
Булага́ти — субетнос народу бурятів.
Первісним місцем поселення булагатів є територія по берегах річки Куди (Худайнгол — «річка свата») в однойменній долині.
За однією з версій, булагати — це нащадки солдатів, покликаних до лав армії нової монгольської держави (Чингісхан) в період монгольських завоювань. Вони були включені до складу чотирьох корінних монгольських дивізій, що складаються з чистокровних монголів і на чолі яких бів онук Чингісхана Батий, згодом хан держави Золота Орда, в похід на Європу.
Після закінчення походу були переселені в Мавераннахр для військової присутності монголів у цій місцевості Золотої Орди. За версіями дослідників, булагати є нащадками племені чиносців, які в XIII столітті були поведені Бухан-нойоном в похід у Середню Азію, де за тюркською традицією, їх називали булагачін. Пізніше, в середині-кінці XIV століття, за деякими даними, в передгір'ях Монгольського Алтаю, поблизу Тянь-Шаню вони утворили ханство булагачі, пізніше розгромлене військами Тимура (Тамерлана).
Невідомо, чи повернулися булагачі в свої рідні краї, або залишилися, але осіла в Передбайкаллі група родів чінос стала називати себе булагатами. Ехірити були прозвані в Середній Азії булагатами (соболиними), так як носили в будь-яку спеку головні убори з соболиних шкур. Вони також зберегли свою мову і культуру в оточенні тюркських та іранських народів.

## Розселення булагатів
Пізніше булатати розселилися по берегах річок Ангара, Іда, Ока, Унга, Оса. Сильні булагатські племена ашаагабатів та ікінатів жили окремо на території сучасного Нижньоудинського району Іркутської області в басейнах річок Бірюса, Уда (Чуна) і Ока. Ашаагабати і ікінати простягали свій вплив на карагасів (тофаларів), канських корчунців, тунгусів, воювали один з одним. Відомо, що ікінатский князь Баахай воював з ашаагабатами, бив їх, і пізніше був розгромлений з'єднаними загонами ашаагабатського Ехе Улаана і красноярськими служивими людьми.
Усна традиція булагатів зводить їх родовід до легендарного першопредка Бухан-нойона, чиїм сином був Булагат, від якого і пішло плем'я. Однак на ділі характер формування племені значно складніше, оскільки за різними родовим групами зміст родоводу неоднаково. Час життя Буха-нойона, якого багато дослідників вважають реальною історичною особою, відноситься до часів Чингісхана, і деякі вважають, що Буха-нойон очолив Тумен (10 тисяч вояків) армії Чингісхана у поході на захід. Отже, булагати жили приблизно наприкінці XIII — початку XIV століття. Сином Булагата був Булган-хара (Чорний Соболь). У деяких родоводів вказується його брат — Бузган-хара. Сином Булган-хара був Тугалак, семеро синів якого і дали потомство булагатів.
Долину річки Іди зайняли роди Готол і Шаралдай, які, відділяючись, створювали все нові підроди і засновували улуси. Долину річки Оси і її праві притоки, р. Каху і Обус, зайняли інші вихідці з Кудинськох долини: Буїновський, Булут, Муруй (розділився на 1-й і 2-й роди), Ноед, Олзой, Онгой (розділився на 1-й, 2-й, 3-й і 4 -й роди), Онхотой, Хогой, Холбутай (розділився на три роди; третій рід переселився в Алар, Ерхідей (Ірхідей), Янгут. З груп, що не відносять себе до Ехіріта і Булагата, в басейні річки Оси оселилися: Бужідай, Бикот, Замот, Мунхалют, Хурдут.
Частина булагатських і інших родів розселилися в Балаганських степах, до гирла річки Уди (правобережної), інша частина — осіла в долині річки Унги Нукутского району. У Балаганський районі, в долині Уди і на Ангарі з булагатів проживають: Ашаабагат, Ниє, Хогой. З інших родів: Зунгар, Замот, наратив (зникаючий рід). У Нукутському районі, в долині річки Унгі, розселилися наступні булагатські роди: Булут, Боролдой, Онгой, Олзой, Ікінат, Муруй, Кульмет. Частина Кульметского роду ще до приходу росіян зайняла долину річки Уди (Чуни), вище сучасного м. Нижньоудинськ. Рід кочував в районі сучасного Московського тракту від Зими до Тайшета. Котти і тофалари (карагаси), що мешкали в цих районах, знаходилися в залежності від бурят і платили їм данину хутром. Разом з ними кочували хорінські шарайти, які з приходом російських відкочували спочатку на р. Оку, потім в долину Унгі, а звідти пішли через верхів'я річок Оси та Іди на річку Лену. З інших родів («харі» — «чужі») по Унзі кочували: Баронут, Букот, Хайтао, Хурдут, Шаранут, Ехенут.
Булагати розселилися також в східній частині Аларських степів, прилеглих до лівого берега річки Ангари. Тут жили: Ниє (кілька відгалужень), 3-й Холбутаєвський рід (кілька відгалужень), Янгутскій рід. З пізніх прибульців тут оселилися: Зунг, Островський, Хангіновський, Ізголовський, Іканатський, Хурдутський роди, Хабарнути і Шаранути оселилися також у південно-західній частині Аларіх, в районі озера Алят, по лівобережним притоках річки Голуметі. Іншу частину Аларського району займають вісім родів племені Хонгодор, серед них: Бадархановський, Боролдоевський і Холбутаевський роди. Раніше Хонгодоровські роди займали територію на південь уздовж лівобережжя Ангари до гирла Іркут, однак російська колонізація призвела до втрат цих території, і відновити картину колишнього розселення не представляється можливим. Багато вихідців булагатських родів розселилося і в районах проживання Ехірітських родів. З річки Куди в пониззя Куленгі переселився Алагуевський рід, а потім пішов на Байкал. Тут алагуевці оселилися в дельті річки Селенгі; в Ольхонському районі — в долині річки Бугульдейкі, на річці Талою, в Тажеранской степу.
У дельті річки Селенгі також поселилися: Абаганат, Ашаабагат; Харанут і Ашаабагат зайняли долину річки Голоустної. Родові групи ехірітамі, булагатів, хорінців та ін, що осіли в дельті річки Селенгі і на Ольхоне, мають свої відгалуження в долині річки Баргузин. Більшість родових груп Предбайкалля має відгалуження своїх родів у Забайкаллі — в долинах річок Селенги, Уди, Чіко, Хилке, Джида. Окремі групи бурят, що живуть у країнах Монголія та Китай, пам'ятають свою спорідненість з предбайкальскими бурятами. В останні роки ці зв'язки між родичами, що живуть по різні боки кордонів трьох держав, стали пожвавлюватися і розвиватися по самим різним каналам.

## Великі булагатські роди
Ось деякі з великих родів булагатів — Алагуєв, Хурхутській, Готольский, «Батлаєвська сімка» (Батлай), «Бубаєвська вісімка» (Буба), Харанутський, Хулменгенський, Хогойський, Онгойський, Онхотойський та ін. Частина булагатів проживає також на території сучасної Бурятії. Нинішні булагати переважно проживають в Боханскому, Осинському, Нукутському районах Усть-Ординського Бурятського автономного округу, частково — в Аларському, Ехіріт-Булагатському районах округу, в Усть-Удинському і Балаганському районах Іркутської області.
Первісне ядро булагатів вважає своєю прабатьківщиною долину річки Куди, її середню течію — від гирла річки Мурін до улусу Бозой. Тут проживали роди: Алагуй, Абаганад, Ашаабагад, Бозой, Бурлай, Буіновский, Буба, Готол, Ноед, Онгой, Онхотой, Хогой, Холбутай, Шаралдай, Ерхідей. Центром і священним місцем цих родів були гори Ухир-Манхай і Удеге-Булен (Белеен), де, за переказами, був похований племінної материнський послід.

## Курикани та булагати
З життям на річці Куди — річці Свата (Худе, Худ — бур., Монг.) у булагатів пов'язаний великий пласт родових переказів. Вони знаходилися в родинних відносинах з родами племені ехірітамі, які жили на північ від булагатів. У фольклорних оповіданнях збереглися яскраві і барвисті картини колишнього життя, міжродових взаємин, боротьби булагатів і ехірітамі з сегенутами і ікінатцями, які постійно на них нападали і грабували, забирали худобу та жінок. Цікаво, що в переказах булагатів є глуха згадка про те, що до їх приходу на річку Куду тут жили «Гурбан хурьган» — «три зятя». Це точна калька легендарної народності «уч курикан» — «три курикан», про яку стало відомо вченим рівно сто років тому, коли в центрі Монголії був відкритий Н. М. Ядрінцевим пам'ятник давньотюркському принцу Кюль-Тегін, напис на невідомій до того мовою була дешифрована і прочитана. Окремі рунічні знаки були в свій час зафіксовані на скельних виходах священних гір Манхай, Байтог і Малан-Хада.
У 1950-х роках на Манхаї було розкопано куриканське городище і досліджені наскельні малюнки. На жаль, більшість цих унікальних пам'яток стародавнього мистецтва пізніше було повністю знищено каменоломнями Бозойського радгоспу. Малюнки були яскравою ілюстрацією кочового побуту бурят і їх предків. У цій картинній галереї ми бачимо вершників з бойовими прапорами-штандартами на чудових конях, сцени кінного заміського полювання на кіз і маралів — «Зегете-аба», зображення верблюдів — «кораблів пустелі», які приходили в долину Куди з Центральної та Східної Азії з китайськими шовками та іншими заморськими товарами, включаючи і чавунні лемеші для сохи, що свідчило про давньої традиції землеробства в Предбайкаллі. Найцікавіше ж і унікальне зображення знаходилося на скельному оголенні гори Манхай II. Тут була зображена давня монгольська повстяна юрта з шийкою. Вона була описана мандрівниками в XIV в. В даний час форма монгольської і середньоазіатської юрти інша. І малюнок на Манхаї був єдиним документальним свідченням того, що європейські мандрівники не допустили помилки при описі житла номадів, зовсім невідомого жителям Західної Європи.
Поруч з юртою були зображені криті вози, точно такі, в яких побачили своїх майбутніх дружин Добун-Мерган і Есугей-Баатур. Такі ж вози і сьогодні ще звичайний транспорт і житло в Східній Монголії, в долині річки Керулен. На Манхайському городищі, правильніше — культовому пам'ятнику, при розкопках були виявлені великі площі зольників — священних багать, що розводяться під час тайлаганів, про яких так докладно розповідають бурятські легенди. У зольниках виявлено велику кількість палених кісток домашніх тварин: великої рогатої худоби, коней, овець, кіз і верблюдів. Останніх верблюдів в Кудинській долині ми бачили в 1950 р., у переддень епопеї підйому цілинних і перелогових земель та повної оранки бурятських степів. Родові групи булагатів, не витримавши врешті-решт тісноти в долині Куди і чвар з іншими родовими групами, постійних набігів більш сильних сусідів з річки Лени, стали шукати нові місця поселень. Такими землями виявилися долини річок Іди і Оси і долина Ангари від гирла річки Білої до гирла річки Уди.

## Цікаві факти
- Іркутський фільм «Булагати» визнано найкращим документальним фільмом на Всеросійському фестивалі Джерело [Архівовано 11 вересня 2016 у Wayback Machine.]